# 아마네 (배우)
아마네(일본어: 天音, 1998년 ~ )는 일본의 여배우이다.